# Team Fortress Classic
A Team Fortress Classic (röviden TFC) egy online többjátékos first-person shooter videójáték, amit a Valve fejlesztett. A videójáték a Quake modján alapul, amit később a GoldSrc-motorra ültettek át. A játék 1999. április 1-én jelent meg világszerte Windowsra, és 2013. augusztus 12-én Linuxra és OS X-re. A játék folytatása, a Team Fortress 2 2007. október 10-én jelent meg.

## Története
A Team Fortress őse az eredeti Quake-hez megjelent Team Fortress módosítás volt, melyet 1996-ban a TF Software készített. A Valve játék gyártó cég Team Fortress fejlesztő csapatot megbízta hogy a Half Life népszerűsítésére a saját játékmenetükkel készítsenek egy kiegészitőt, amely 1999 áprilisában jelent meg. A Team Fortress 1.5  2000 nyarán jelent meg, a Half Life 1.1 frissítéssel - ez volt az első önálló verzió, amit később a "Klasszikus" jelzővel láttak el. Ezt követte később a Team Fortress 2: Brotherhood of arms de ez még nem a jól ismert Team Fortress 2 volt. 2007 ben jelent meg a Team Fortress 2 a mai jól ismert formájában.

## Játékmenet
A játékban 2 csapat játszik egymás ellen, a piros és a kék csapat. 9 kaszt közül lehet választani, minden egyes kasztnak különböző képessége és fegyvere van. A játék lényege, hogy a csapattal összedolgozva elérjük az adott játékmódban kitűzött célt.

### Kasztok
- Scout
- Sniper
- Soldier
- Heavy
- Pyro
- Spy
- Demoman
- Medic
- Engineer
- Civillian (csak Escort játékmódban)